# الساندرو آبگناله
الساندرو آبگناله (انگلیسی: Alessandro Abagnale؛ زادهٔ ۲۱ سپتامبر ۱۹۹۸) بازیکن فوتبال است.